# Die Linke Nordrhein-Westfalen
Die Linke Nordrhein-Westfalen ist der Landesverband der deutschen Partei Die Linke im Bundesland Nordrhein-Westfalen. Mit 20.000 Mitgliedern war Mitte Juni 2025 Die Linke. Nordrhein-Westfalen der größte Landesverband der Partei.

## Geschichte

### Vorgeschichte

#### Die WASG in Nordrhein-Westfalen
Der Verein Wahlalternative Arbeit und soziale Gerechtigkeit (WASG) wurde am 3. Juli 2004 gegründet, sein Landesverband in NRW auf der Landesmitgliederversammlung am 17. Oktober 2004 in Duisburg. Die Parteigründung erfolgte am 22. Januar 2005 für die Bundespartei und am 26. Januar 2005 für den Landesverband in NRW. Sprecher wurde Hüseyin Aydin.
Der nordrhein-westfälische Landesverband erhielt bundesweite Aufmerksamkeit. Grund war die erstmalige Teilnahme der WASG an einer Landtagswahl. Eine Landesdelegiertenkonferenz wählte am 23. Januar 2005 in Düsseldorf vierzig Kandidaten für die Landesreserveliste mit dem Herner Sozialpfarrer Jürgen Klute als Spitzenkandidat. Bei der Landtagswahl in Nordrhein-Westfalen 2005 wurde die WASG auf Anhieb fünftstärkste Partei, scheiterte jedoch mit rund 2,2 % der Wählerstimmen klar an der Fünf-Prozent-Hürde. Die Partei trat bei dieser Wahl noch konkurrierend zum späteren Kooperationspartner PDS an.
Am 25/26. März 2006 fand der erste Landesparteitag der WASG in Dortmund statt.

#### PDS in Nordrhein-Westfalen
Die Partei des Demokratischen Sozialismus (PDS) trat zu den Landtagswahlen 2000 und 2005 an und erzielte dabei ein Ergebnis von 1,1 % bzw. 0,9 %.

### Die Linke in Nordrhein-Westfalen
Die Partei Die Linke entstand am 21. Oktober 2007 durch den Beitritt der WASG zur Linkspartei.PDS Nordrhein-Westfalen, nachdem diese bereits bei der Bundestagswahl 2005 unter dem Namen Die Linkspartei.PDS bundesweit kooperiert hatten. 2009 trat die Partei erstmals zu Kommunal- und Bundestagswahlen in Nordrhein-Westfalen an. Nahezu überall wurde Die Linke bei den Kommunalwahlen 2009 in die Kreistage gewählt. Im Mai 2010 schaffte sie bei ihrer ersten Landtagswahl mit 5,6 Prozent der Stimmen den Einzug ins Düsseldorfer Parlament. Die, nach den Wahlen in Hessen 2008 und dem Saarland 2009, dritte Möglichkeit der Linken zur Beteiligung an einer westdeutschen Landesregierung scheiterte nach einem ersten Sondierungsgespräch mit der SPD und den Grünen am 20. Mai 2010.
Bei der vorgezogenen Landtagswahl am 13. Mai 2012 scheiterte Die Linke mit 2,5 Prozent der Stimmen deutlich an der Fünf-Prozent-Hürde. Bei der Kommunalwahl 2014 konnte sie ihr Ergebnis gegenüber 2009 jedoch steigern.
Bei der Landtagswahl 2017 scheiterte die Partei mit 4,9 % knapp an der Fünf-Prozent-Hürde und war daher auch im 17. nordrhein-westfälischen Landtag nicht vertreten.
Auf dem Landesparteitag im Juni 2018 wurde Inge Höger ohne Gegenkandidaten mit nur 51 % der Stimmen zur Sprecherin des Landesvorstands gewählt. Christian Leye, ein Mitarbeiter von Sahra Wagenknecht, wurde als Vorstandssprecher mit 72 % wieder gewählt. Sebastian Weiermann kommentierte für das Neue Deutschland, dass die Partei damit rechnen müsse, „dass sie in vielen Medien auf das Thema Antisemitismus von links reduziert“ werde, wenn Höger über 2020 hinaus im Amt bleibe.
Bei der Landtagswahl 2022 verfehlte die Partei nach starken Verlusten erneut den Einzug in den Landtag.

## Positionen
Programmatisch hat die Partei einen deutlichen Schwerpunkt in der Wirtschafts- und Sozialpolitik.
Sie steht für eine Wirtschaftsform, die Marktmechanismen gesellschaftlichen Zielvorstellungen unterordnet und den Bereich der Daseinsvorsorge, der gesellschaftlichen Infrastruktur, der Energiewirtschaft und des Finanzsektors in öffentliches Eigentum überführen will. Die Linke will einen Sozialstaat, der Lebensrisiken umfassend absichert. Durch eine aktive Arbeitsmarktpolitik sollen gut bezahlte reguläre Arbeitsplätze geschaffen werden.
Gesellschaftspolitisch möchte Die Linke NRW eine umfassende Demokratisierung aller Lebensbereiche erreichen. Sie sieht sich als feministische Partei, die Geschlechtergerechtigkeit durch aktive Politik verwirklichen will. In der Außenpolitik steht Die Linke für einen Verzicht auf militärische Interventionen jeglicher Art, für Abrüstung und eine Auflösung der NATO.
Sie setzt sich entschieden gegen Rechtsextremismus ein.
Der Landesverband gilt innerhalb der Partei als radikal. Die SWR-Sendung Report Mainz wies kurz nach der Landtagswahl 2010 darauf hin, dass sieben der elf gewählten Abgeordneten Mitglieder von Organisationen seien, „die als extremistisch gelten“, so etwa der Sozialistischen Linken, der Antikapitalistischen Linken und der Roten Hilfe. Die Sozialistische Linke wird vom Verfassungsschutz NRW allerdings seit 2014 nicht mehr als extremistisch eingestuft. In der Sendung wurde vor allem auch auf eine unkritische Haltung zum SED-Regime hingewiesen, was durch Interviews mit Kandidaten der Partei belegt wurde.

## Verfassungsschutzbericht des Landes Nordrhein-Westfalen
Der Verfassungsschutz des Landes Nordrhein-Westfalen schreibt in seinem Bericht für 2015 über den Landesverband: „Der überwiegende Teil der Mitglieder der Partei DIE LINKE und wesentliche Teile der politischen Forderungen sind nicht als extremistisch anzusehen. Die Partei DIE LINKE lässt allerdings innerparteilich Zusammenschlüsse zu und fördert diese teilweise sogar, bei denen entweder Anhaltspunkte für eine linksextremistische Bestrebung vorliegen oder zumindest den Verdacht begründen. Der Verfassungsschutz Nordrhein-Westfalen beobachtet daher nicht die Partei DIE LINKE als Ganzes, sondern nur die linksextremistischen beziehungsweise die im Verdacht einer linksextremistischen Bestrebung stehenden Zusammenschlüsse in der Partei DIE LINKE. Dies sind die »Antikapitalistische Linke (AKL)«, das trotzkistische Netzwerk marx 21, die Kommunistische Plattform (KPF) und die Linksjugend ['solid].“

## Abgeordnete
Seit der Bundestagswahl 2025 sitzen dreizehn nordrhein-westfälische Abgeordnete  der Linken im Bundestag.
Seit dem 15. Juni 2007 hatte Die Linke durch den Fraktionsübertritt von Rüdiger Sagel einen Abgeordneten im nordrhein-westfälischen Landtag. Bei der Landtagswahl 2010 konnte Die Linke elf Abgeordnete in den Landtag entsenden. Nachdem die Partei bei der Landtagswahl 2012 an der Fünf-Prozent-Hürde scheiterte, schieden diese Abgeordneten wieder aus dem Landtag aus.
Durch den Übertritt des fraktionslosen, ehemals der Piratenpartei angehörenden Abgeordneten Daniel Schwerd am 8. März 2016 war die Partei bis zum Ende der Legislaturperiode 2017 im Landtag vertreten.

## Wahlergebnisse

### Kommunalwahlen

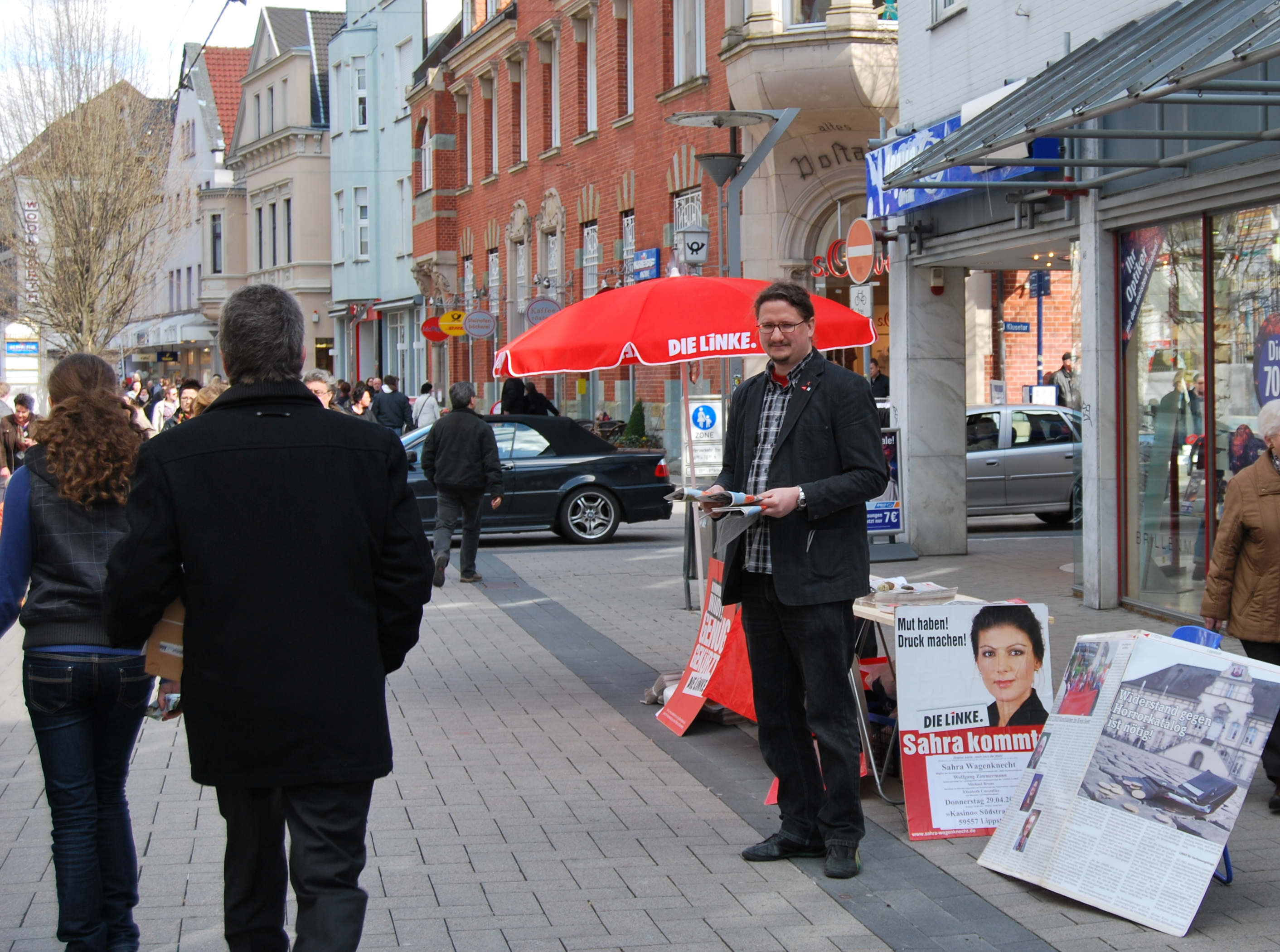
Wahlkampfstand der Linken in Lippstadt

| Kommunalwahlen 1994 | 16. Oktober 1994   | 0,0 %1 |
| Kommunalwahlen 1999 | 12. September 1999 | 0,8 %1 |
| Kommunalwahlen 2004 | 26. September 2004 | 1,4 %1 |
| Kommunalwahlen 2009 | 30. August 2009    | 4,4 %  |
| Kommunalwahlen 2014 | 25. Juni 2014      | 4,7 %  |
| Kommunalwahlen 2020 | 13. September 2020 | 3,8 %  |

1 PDS

### Landtagswahlen
| Landtagswahl 2000 | 14. Mai 2000 | 1,1 %1         |
| Landtagswahl 2005 | 22. Mai 2005 | 0,9 %1; 2,2 %2 |
| Landtagswahl 2010 | 9. Mai 2010  | 5,6 %          |
| Landtagswahl 2012 | 13. Mai 2012 | 2,5 %          |
| Landtagswahl 2017 | 14. Mai 2017 | 4,9 %          |
| Landtagswahl 2022 | 15. Mai 2022 | 2,1 %          |

1 PDS
2 WASG

### Bundestagswahlen
| Bundestagswahl | 1990 | 0,3 %1 |
| Bundestagswahl | 1994 | 1,0 %1 |
| Bundestagswahl | 1998 | 1,2 %1 |
| Bundestagswahl | 2002 | 1,2 %1 |
| Bundestagswahl | 2005 | 5,2 %3 |
| Bundestagswahl | 2009 | 8,4 %  |
| Bundestagswahl | 2013 | 6,1 %  |
| Bundestagswahl | 2017 | 7,5 %  |
| Bundestagswahl | 2021 | 3,7 %  |
| Bundestagswahl | 2025 | 8,3 %  |

1 PDS
3 Die Linkspartei.PDS